# پرسل (اکلاهما)
پرسل(به انگلیسی: Purcell) شهری در ایالت اکلاهما کشور ایالات متحده آمریکا است که جمعیت آن در سرشماری سال ۲۰۱۰ میلادی، ۵٬۸۸۴ نفر بوده‌است.